# Sporek pięciopręcikowy
Sporek pięciopręcikowy (Spergula pentandra) – gatunek rośliny z rodziny goździkowatych. Występuje w basenie Morza Śródziemnego, na Wyspach Kanaryjskich i w Europie Zachodniej. W Polsce gatunek bardzo rzadko notowany w zachodniej części kraju.

## Morfologia

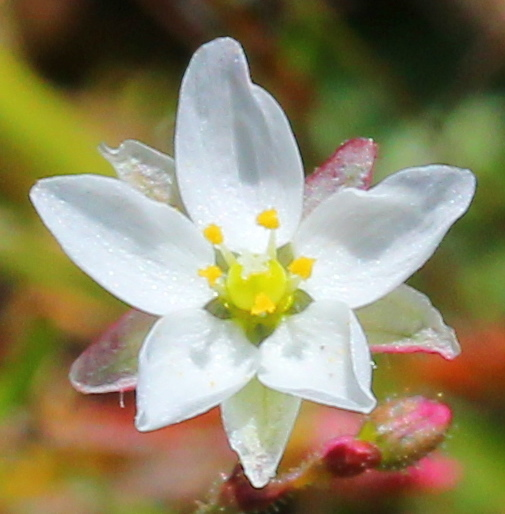
Kwiat z 5 pręcikami

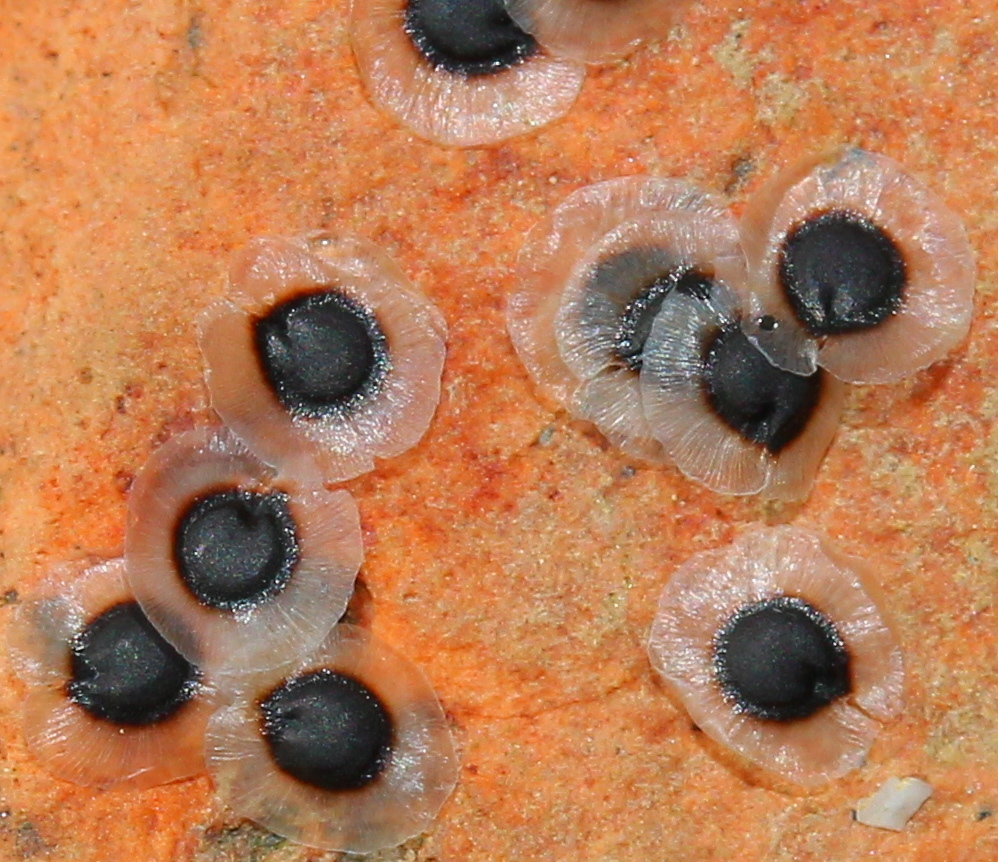
Nasiona z szerokim, białawym obrzeżeniem

PokrójRoślina o wysokości od kilku cm do 25, u dołu silnie rozgałęziona, rzadko z pojedynczą łodygą. W węzłach wyrastają krótkopędy o liściach jednakowej długości sprawiające wrażenie liści wyrastających  w okółku.
ŁodygaProsto wzniesiona lub podnosząca się, naga lub nieznacznie owłosiona.
LiścieNitkowate, zwykle do 1,2 cm długości (rzadko dłuższe), jednonerwowe, nieco wałeczkowato mięsiste. U nasady błoniaste przylistki.
KwiatyZebrane w luźne dichotomiczne kwiatostany. Szypułki są cienkie, nagie lub rzadko owłosione gruczołowato. Działki do 4 mm długości. Płatki korony lancetowate i zaostrzone, równe lub dłuższe od działek. Pręciki w liczbie 5.
OwocOkrągławojajowata torebka jest nieco dłuższa od działek kielicha. Pęka do nasady otwierając się klapami na zewnątrz. Zawiera nasiona płaskie, do 2,5 mm średnicy, z błoniastą, białą, żyłkowaną krawędzią o szerokości do 0,6 mm.
Gatunek podobnySporek polny ma podłużną bruzdę na spodniej stronie liści. Sporek wiosenny ma płatki szerokojajowate, pręcików więcej niż 5 i brązowo oskrzydlone nasiona.

## Biologia i ekologia
Jednoroczna lub dwuletnia roślina zielna. Rośnie na piaszczystych murawach i przydrożach. 

## Zagrożenia i ochrona
Umieszczony na polskiej czerwonej liście w kategorii CR (krytycznie zagrożony).